# Грув метал
Грув метал (енгл. groove metal) је поджанр хеви метала који се развио од треш метала. Пост-треш (енгл. post-thrash) и неотреш (енгл. neo-thrash) су други називи за овај поджанр.
Албум Cowboys from Hell групе Пантера се сматра једним од албума који је највише допринео развоју грув метала. Неки други албуми који су утицали на развој овог жанра су Chaos A.D. групе Сепултура и Slaughter in the Vatican, који је снимила група Ексордер (енгл. Exhorder).

## Карактеристике
Треш метал и грув метал деле бројне карактеристике. Ипак, грув метал је, генерално, спорији од треш метала.

## Утицај
Ну метал и металкор су настали под мањим или већим утицајем грув метала.

## Представници
- Пантера
- Машинхед
- Ексордер
- Сепултура
- Соулфлај
- Лем оф гад
- Бетзефер
- Кавалера конспираси
- Девилдрајвер (комбинују грув метал и мелодични дет метал)